# Grigori Karelin
Grigori Silich Karelin (también Gregor Silitsch Karelin, Grigorij Silyč Karelin, Gregor Silič, Silitsch, o Siliovitsch) (transliteración del cirílico Григорий Силич Карелии) (1801 - 1872) fue un naturalista, botánico y explorador ruso.
Comenzó con una carrera de militar. Y a partir de 1822 fue siendo trasladado de guarnición en guarnición, comenzando a apasionarse por las Ciencias naturales. Para 1829 se retira del servicio activo, y explora áreas vecinas al mar Caspio, con importantes recolecciones de especímenes botánicos.

## Honores
Unas 30 especies se nombraron en su honor, entre ellas:
- (Alliaceae) Allium karelinii Poljakov 1950
- (Apiaceae) Schumannia karelinii (Bunge) Korovin
- (Asteraceae) Askellia karelinii (Popov & Schischk.) W.A.Weber
- (Asteraceae) Saussurea karelinii Stschegl.
- (Boraginaceae) Lappula karelinii (Fisch. & C.A.Mey.) Kamelin
- (Lamiaceae) Salvia karelinii J.B.Walker
- (Poaceae) Arthratherum karelinii (Trin. & Rupr.) Tzvelev

- La abreviatura «Kar.» se emplea para indicar a Grigori Karelin como autoridad en la descripción y clasificación científica de los vegetales.[3]